# Cardesse
Cardesse est une commune française, située dans le département des Pyrénées-Atlantiques en région Nouvelle-Aquitaine.

## Géographie

### Localisation
La commune de Cardesse se trouve dans le département des Pyrénées-Atlantiques, en région Nouvelle-Aquitaine.
Elle se situe à 31 km par la route de Pau, préfecture du département, et à 17 km de Mourenx, bureau centralisateur du canton du Cœur de Béarn dont dépend la commune depuis 2015 pour les élections départementales.
La commune fait en outre partie du bassin de vie de Mourenx.
Les communes les plus proches sont :
Estialescq (5,6 km), Ledeuix (5,8 km), Verdets (6,2 km), Poey-d'Oloron (6,3 km), Estos (6,3 km), Lucq-de-Béarn (6,3 km), Monein (6,5 km), Lacommande (6,6 km).
Sur le plan historique et culturel, Cardesse fait partie de la province du Béarn, qui fut également un État et qui présente une unité historique et culturelle à laquelle s’oppose une diversité frappante de paysages au relief tourmenté.

### Communes limitrophes
Les communes limitrophes sont  Ledeuix, Lucq-de-Béarn, Monein et Oloron-Sainte-Marie.
| Lucq-de-Béarn |          | Monein              |
|               | Cardesse |                     |
|               | Ledeuix  | Oloron-Sainte-Marie |

### Paysages
Le terroir occupe un versant de coteau sur la rive gauche du Luzoué et s’étend en rive droite à la colline du Turon et, au sud-est, à la colline boisée et fourragère appelée Larrayadiu, « l’ensoleillée », donnée par le seigneur de Ledeuix en 1355 et arrachée aux revendications de la communauté de Monein après un long procès aux XVIIIe et XIXe siècles. Le village est traversé par la route départementale no 9 reliant Orthez à Oloron-Sainte-Marie en passant par Monein, tracée au XVIIIe siècle par l’intendant d'Étigny.

### Hydrographie

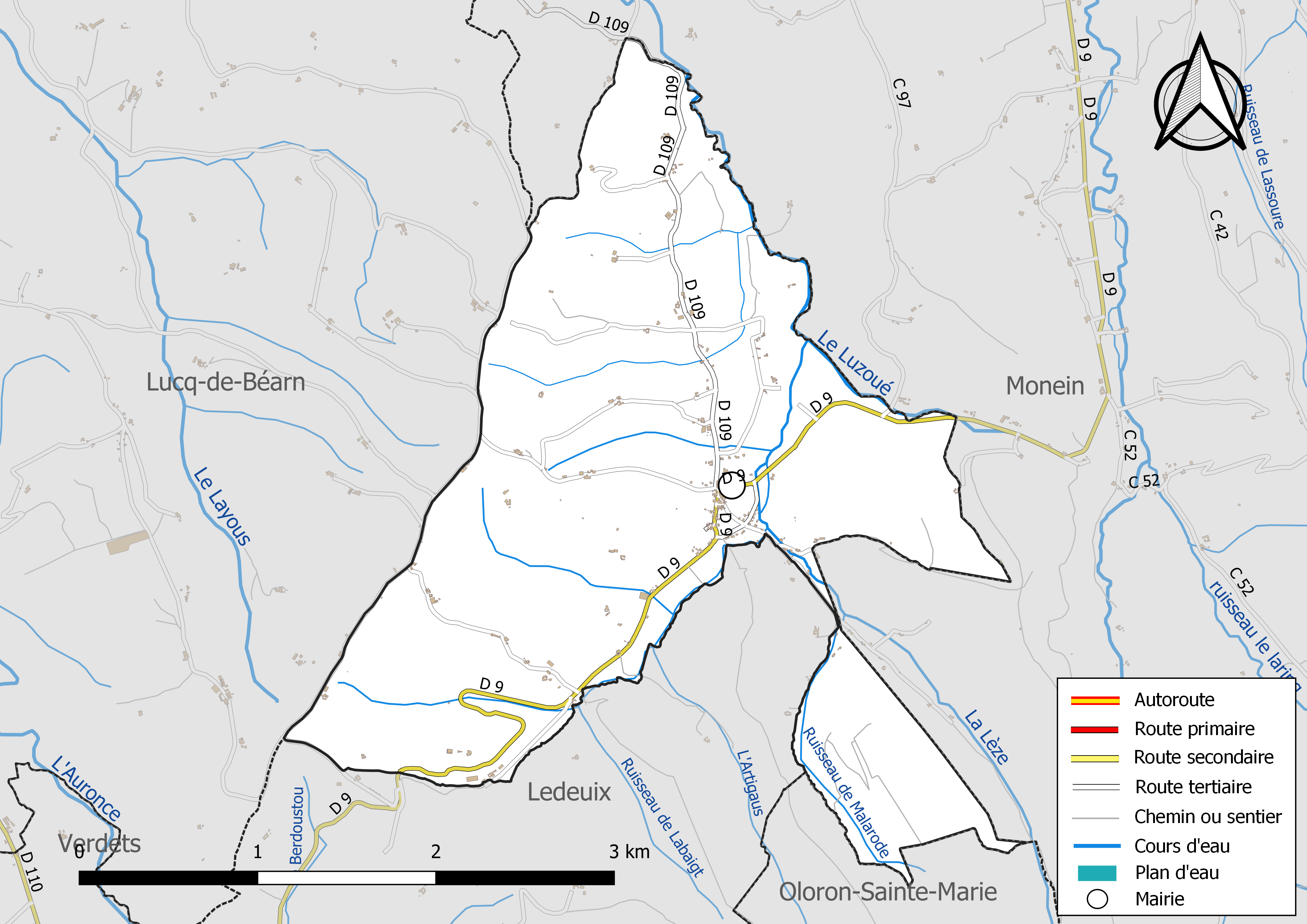
Réseaux hydrographique et routier de Cardesse.

La commune est drainée par le Luzoué, la Lèze, un bras de la Lèze, L'Artigaus, le ruisseau de Labaigt, le ruisseau de Malarode, et par divers petits cours d'eau, constituant un réseau hydrographique de 9 km de longueur totale,.
Le Luzoué, d'une longueur totale de 19,7 km, prend sa source dans la commune de Monein et s'écoule du sud vers le nord. Il traverse la commune et se jette dans le gave de Pau à Mont, après avoir traversé 9 communes.

### Climat
Pour des articles plus généraux, voir Climat de la Nouvelle-Aquitaine et Climat des Pyrénées-Atlantiques.
Historiquement, la commune est exposée à un climat de montagne.  
En 2020, Météo-France publie une typologie des climats de la France métropolitaine dans laquelle la commune est toujours exposée à un climat de montagne et est dans la région climatique Pyrénées atlantiques, caractérisée par une pluviométrie élevée (>1 200 mm/an) en toutes saisons, des hivers très doux (7,5 °C en plaine) et des vents faibles.
Pour la période 1971-2000, la température annuelle moyenne est de 13,2 °C, avec une amplitude thermique annuelle de 14 °C. Le cumul annuel moyen de précipitations est de 1 240 mm, avec 11,4 jours de précipitations en janvier et 8,5 jours en juillet. Pour la période 1991-2020, la température moyenne annuelle observée sur la station météorologique la plus proche, située sur la commune de Monein à 6 km à vol d'oiseau, est de 14,2 °C et le cumul annuel moyen de précipitations est de 1 228,6 mm,. Pour l'avenir, les paramètres climatiques de la commune estimés pour 2050 selon différents scénarios d'émission de gaz à effet de serre sont consultables sur un site dédié publié par Météo-France en novembre 2022.

### Milieux naturels et biodiversité

#### Réseau Natura 2000
Le réseau Natura 2000 est un réseau écologique européen de sites naturels d'intérêt écologique élaboré à partir des Directives « Habitats » et « Oiseaux », constitué de zones spéciales de conservation (ZSC) et de zones de protection spéciale (ZPS).
Un site Natura 2000 a été défini sur la commune au titre de la « directive Habitats » : le « gave de Pau », d'une superficie de 8 194 ha, un vaste réseau hydrographique avec un système de saligues encore vivace,.

#### Zones naturelles d'intérêt écologique, faunistique et floristique
L’inventaire des zones naturelles d'intérêt écologique, faunistique et floristique (ZNIEFF) a pour objectif de réaliser une couverture des zones les plus intéressantes sur le plan écologique, essentiellement dans la perspective d’améliorer la connaissance du patrimoine naturel national et de fournir aux différents décideurs un outil d’aide à la prise en compte de l’environnement dans l’aménagement du territoire.
Une ZNIEFF de type 2 est recensée sur la commune, : les « coteaux et vallées "bocagères" du Jurançonnais » (20 986,16 ha), couvrant 23 communes du département.

## Urbanisme

### Typologie
Au 1er janvier 2024, Cardesse est catégorisée commune rurale à habitat dispersé, selon la nouvelle grille communale de densité à sept niveaux définie par l'Insee en 2022.
Elle est située hors unité urbaine. Par ailleurs la commune fait partie de l'aire d'attraction d'Oloron-Sainte-Marie, dont elle est une commune de la couronne,. Cette aire, qui regroupe 44 communes, est catégorisée dans les aires de moins de 50 000 habitants,.

### Occupation des sols

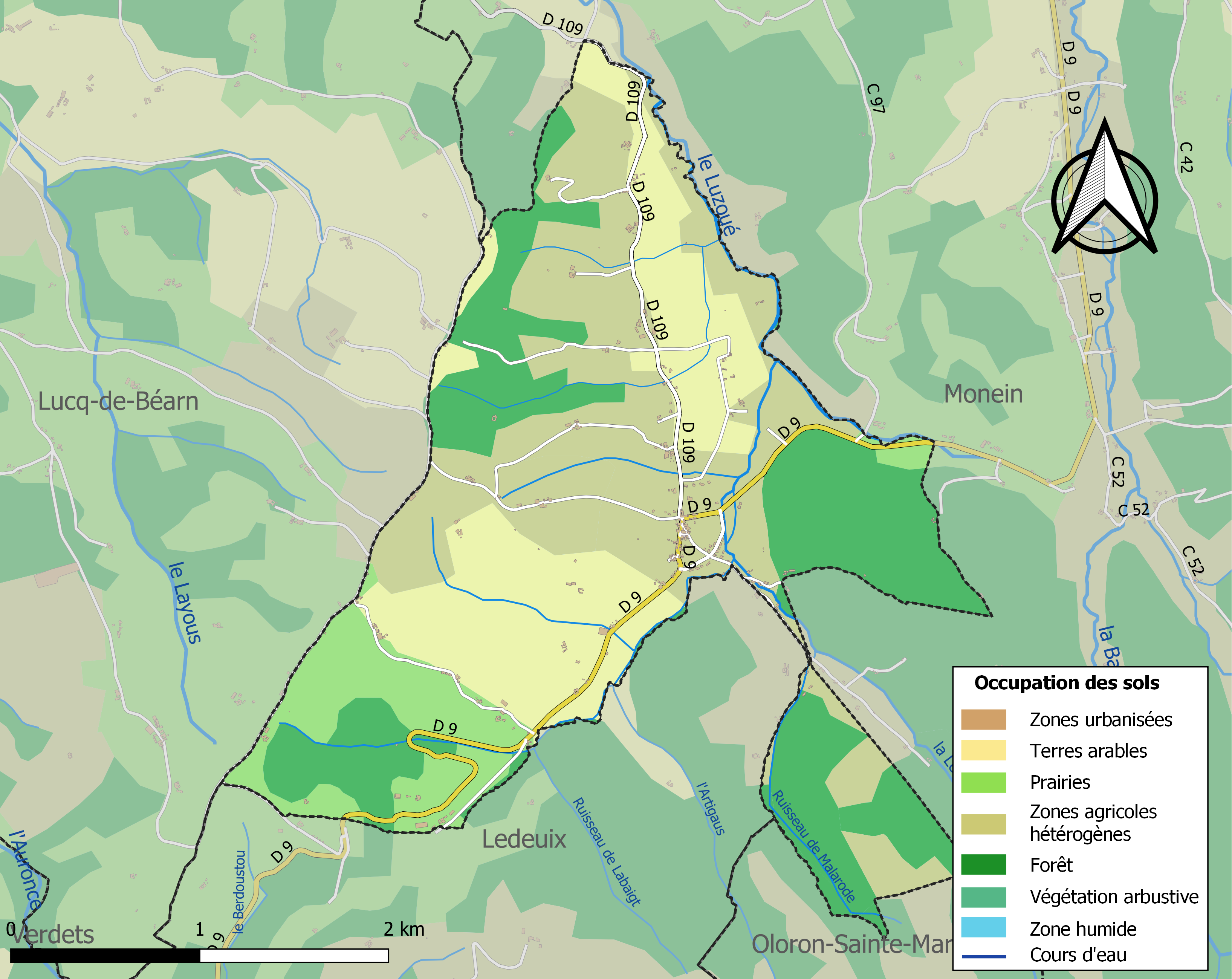
Carte des infrastructures et de l'occupation des sols de la commune en 2018 (CLC).

L'occupation des sols de la commune, telle qu'elle ressort de la base de données européenne d’occupation biophysique des sols Corine Land Cover (CLC), est marquée par l'importance des territoires agricoles (70,3 % en 2018), une proportion identique à celle de 1990 (70,3 %). La répartition détaillée en 2018 est la suivante : zones agricoles hétérogènes (35,4 %), forêts (29,7 %), terres arables (24,2 %), prairies (10,7 %). L'évolution de l’occupation des sols de la commune et de ses infrastructures peut être observée sur les différentes représentations cartographiques du territoire : la carte de Cassini (XVIIIe siècle), la carte d'état-major (1820-1866) et les cartes ou photos aériennes de l'IGN pour la période actuelle (1950 à aujourd'hui).

### Lieux-dits et hameaux
- Bas de Cardesse
- Haut de Cardesse
- Lapouble
- Quartier des yolettes

### Risques majeurs
Le territoire de la commune de Cardesse est vulnérable à différents aléas naturels : météorologiques (tempête, orage, neige, grand froid, canicule ou sécheresse), inondations et séisme (sismicité moyenne). Il est également exposé à un risque technologique, le transport de matières dangereuses. Un site publié par le BRGM permet d'évaluer simplement et rapidement les risques d'un bien localisé soit par son adresse soit par le numéro de sa parcelle.

#### Risques naturels
Certaines parties du territoire communal sont susceptibles d’être affectées par le risque d’inondation par une crue torrentielle ou à montée rapide de cours d'eau, notamment le Luzoué. La commune a été reconnue en état de catastrophe naturelle au titre des dommages causés par les inondations et coulées de boue survenues en 1982, 1983, 2008 et 2009,.

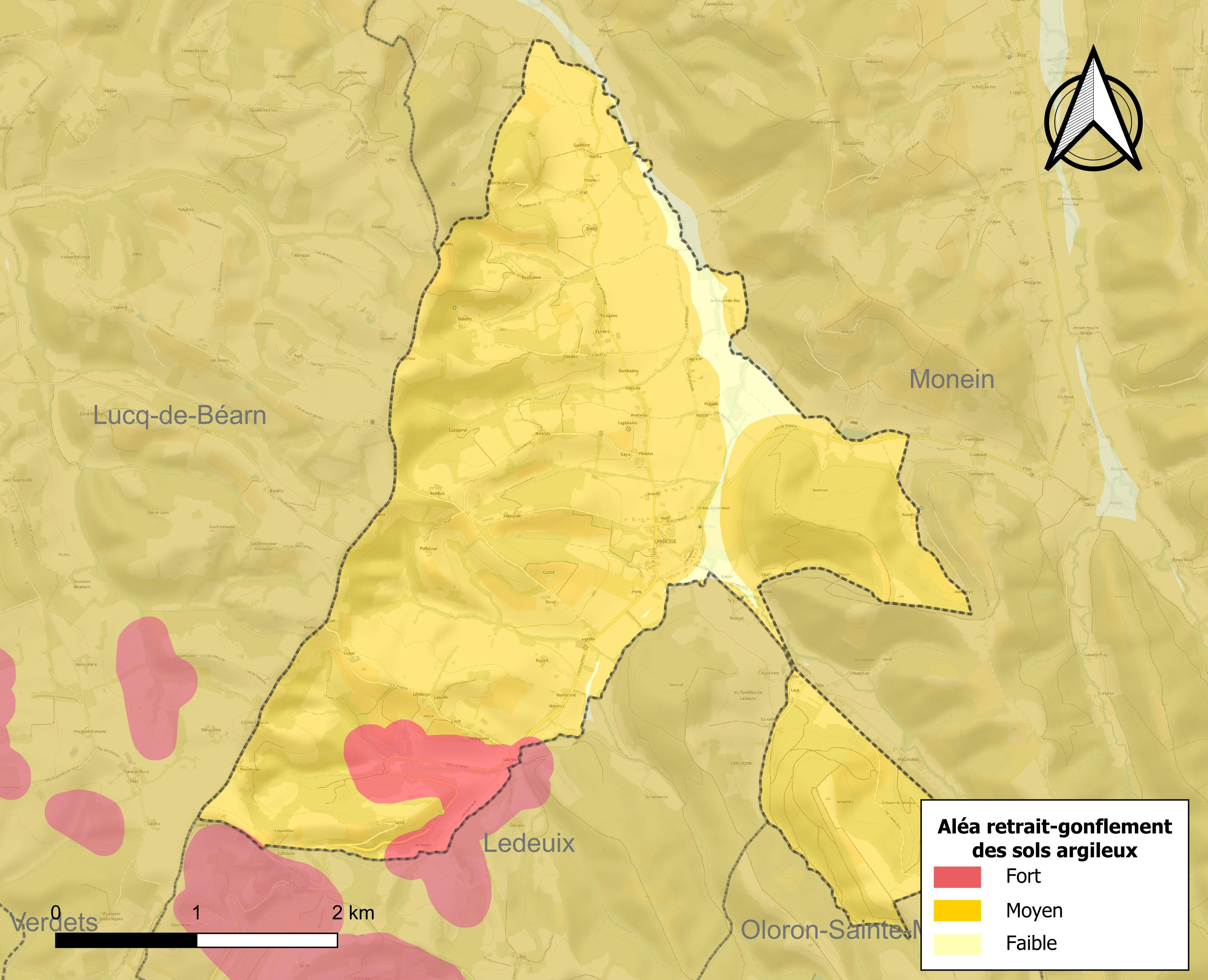
Carte des zones d'aléa retrait-gonflement des sols argileux de Cardesse.

Le retrait-gonflement des sols argileux est susceptible d'engendrer des dommages importants aux bâtiments en cas d’alternance de périodes de sécheresse et de pluie. 96,4 % de la superficie communale est en aléa moyen ou fort (59 % au niveau départemental et 48,5 % au niveau national). Depuis le 1er octobre 2020, en application de la loi ELAN, différentes contraintes s'imposent aux vendeurs, maîtres d'ouvrages ou constructeurs de biens situés dans une zone classée en aléa moyen ou fort,.

## Toponymie
Le toponyme Cardesse apparaît sous la forme
Cardesa (1548, réformation de Béarn).
Ce nom est très probablement rattaché à la culture du chardon à foulon, la cardèra, comme l'attestent d'autres lieudits, en particulier près de Nay.
Son nom béarnais est Cardessa ou Cardésse.

## Histoire
Le village de Cardesse est l’ancienne bastide de Barelhes (les façades des maisons autour de l’église reprennent le tracé des « places » primitives) fondée en novembre 1324 par le vicomte Gaston II de Foix-Béarn dans la vallée supérieure du Luzoué, aux confins de Lucq-de-Béarn, de Monein et des herms du Laring et de Lédeuix. Le nom de Barelhes ne s’imposa pas et le village prit finalement, dès la deuxième moitié du XIVe siècle, celui de « Cardesa », nom primitif du territoire (un herm) sur lequel il avait été bâti.
En 1385, Cardesse, annexe de Monein, comptait 50 feux.
Fondé sur le territoire de Monein, le village de Cardesse constituait une « marque », un quartier, de Monein : les Cardessiens dépendaient de la communauté d’habitants de Monein. Mais en même temps, depuis l’origine du village, ils formaient une communauté particulière avec ses propres jurats, syndics et gardes. En 1790, l’Assemblée nationale reconnut Cardesse comme municipalité distincte de Monein. Après de vifs débats lors de la création des districts révolutionnaires, Cardesse fut rattaché à celui de Lucq, avant que la création des cantons ne lie finalement le village à celui d’Oloron-Est. Le canton reste à ce jour le seul rattachement institutionnel de Cardesse au Haut-Béarn.

### La seigneurie de Cardesse
En 1332, Gaston II de Foix-Béarn échangea le village et le terroir de Cardesse à Fortaner de Lescun, seigneur d’Esgoarrabaque, contre la viguerie de Monein. Cardesse n’était pas seigneurie noble et jusqu’au milieu du XVIe siècle elle fut une « dépendance » du fief noble d’Esgoarrabaque.
De nombreuses familles se sont succédé comme seigneurs de Cardesse : les Esgoarrabaque, les seigneurs fuxéens de Mignos puis de Castelbon au XIVe siècle. Les membres de la maison de Béarn la possédèrent au XVe siècle. On doit à Marguerite de Béarn et à son époux Jean de Méritein (sénéchal de Béarn) dame et seigneur d’Esgoarrabaque et de Cardesse la construction de la demeure seigneuriale de Cardesse, qui n’existait pas auparavant, sur l’emplacement de la maison et les terres appelées « d’Arimpné », acquises en 1480 à Arnaud d’Arimpné.
Au XVIe siècle, par Jean de Méritein, la seigneurie passa à la famille de Méritein puis, par sa fille Catherine, aux seigneurs de Sainte-Colomme. En 1566, après la défaite des catholiques, dans les rangs desquels s’était rangé Jacques de Sainte-Colomme, les domaines d’Esgoarrabaque et de Cardesse furent saisis sur ordre de Jeanne d’Albret. En fuite en Espagne, Jacques de Sainte-Colomme réapparut en France dans l’entourage de Bernard de Nogaret de La Valette, frère du duc d’Epernon. Déjà gentilhomme ordinaire de la Chambre du Roi, il devint gouverneur militaire de Toulon, charge créée alors et dont il fut le premier titulaire.
La seigneurie de Cardesse, définitivement dissociée de celle d’Esgoarrabaque, appartint ensuite à des personnalités ou familles tantôt moneinchonnes, tantôt oloronaises. Le premier de ceux-ci fut Arnaud de Faurie, trésorier de Béarn, jurat de Monein et protestant (1570-1597). Pierre de Lostal, fils d’un marchand d’Oloron, seigneur également de Saint-Dos et Buziet, conseiller d'État du roi, procureur général, puis vice-chancelier de Navarre la lui reprit (1597-1604). Gaillard de Lane, notable moneinchon et trésorier de Béarn, puis sa fille Marguerite (1604-1640) lui succédèrent. Son rachat par la famille oloronaise des Lassalle (ou La Salle) permit à celle-ci d’entrer aux États du Béarn (1640-1710). À leur suite, les Péborde (1710-début XIXe siècle), marchands oloronais, accédèrent de même à la noblesse et au Parlement de Pau, à la mairie de Pau, enfin à la présidence des États généraux de Béarn en 1788. En 1790, Marie-Anne de Péborde épousa à Cardesse Pierre-Clément baron de Laussat, futur commissaire de Napoléon Ier lors de la vente de la Louisiane aux États-Unis, puis préfet colonial de Martinique et préfet maritime d’Anvers, enfin gouverneur de Guyane pendant la Restauration.

### L’ancienne domengeadure de «Lembeye»
Une deuxième maison noble, au titre contesté aux XVIIe et XVIIIe siècles cependant, existait à Cardesse : la maison Lembeye, semble-t-il anoblie en 1472 par la reine Madeleine de Navarre. La maison « Lembeye » resta jusqu’au XVIIIe siècle aux mains de la famille du même nom. Au début de ce siècle, Bernard Lacoarret, originaire d’Accous et avocat au Parlement de Navarre, épousa damoiselle Marie de Lembeye. Leur fils, Jean-Victor Lacoarret était cité en 1759 comme « bourgeois ». Les Lacoarret cessèrent le faire-valoir direct pour donner les terres et une partie des bâtiments en métayage. La « maison » était la plus importante propriété de Cardesse en superficie après le domaine des seigneurs de Cardesse.

## Héraldique
| Blason | Blasonnement : Coupé : au 1er parti au I d'or à trois pals de gueules et au II d'or à deux vaches de gueules accornées, onglées accolées et clarinées d'azur, au 2e d'or au chardon de sinople, fleuri de pourpre et surmonté d'un listel d'argent, frangé de gueules et chargé de l'inscription « CARDESSE » d'azur. |

## Politique et administration

### Situation administrative
Cardesse a fait partie de l'arrondissement d'Oloron-Sainte-Marie jusqu'au 30 décembre 2016. À cette date, elle appartient désormais à celui de Pau.

### Liste des maires
| Période | Période         | Identité        | Étiquette | Qualité |
| ------- | --------------- | --------------- | --------- | ------- |
| 1995    | 2001            | René Castaings  |           |         |
| 2001    | 2008            | Bernadette Puyo |           |         |
| 2008    | 2014            | Bernadette Puyo |           |         |
| 2014    | 2020            | Ducamin Mathias |           |         |
| 2020    | mandat en cours | Ducamin Mathias |           |         |

### Intercommunalité
La commune fait partie de trois structures intercommunales :
- la communauté de communes de Lacq-Orthez ;
- le SIVU pour l’aménagement et la gestion des cours d’eau du bassin des Baïses ;
- le syndicat intercommunal d’eau et d’assainissement Gave et Baïse.

## Population et société

### Démographie
L'évolution du nombre d'habitants est connue à travers les recensements de la population effectués dans la commune depuis 1793. Pour les communes de moins de 10 000 habitants, une enquête de recensement portant sur toute la population est réalisée tous les cinq ans, les populations de référence des années intermédiaires étant quant à elles estimées par interpolation ou extrapolation. Pour la commune, le premier recensement exhaustif entrant dans le cadre du nouveau dispositif a été réalisé en 2006.

En 2022, la commune comptait 294 habitants, en évolution de +0,34 % par rapport à 2016 (Pyrénées-Atlantiques : +3,78 %, France hors Mayotte : +2,11 %).
| 1793 | 1800 | 1806 | 1821 | 1831 | 1836 | 1841 | 1846 | 1851 |
| ---- | ---- | ---- | ---- | ---- | ---- | ---- | ---- | ---- |
| 571  | 513  | 607  | 625  | 588  | 627  | 647  | 615  | 560  |

| 1856 | 1861 | 1866 | 1872 | 1876 | 1881 | 1886 | 1891 | 1896 |
| ---- | ---- | ---- | ---- | ---- | ---- | ---- | ---- | ---- |
| 529  | 507  | 510  | 506  | 506  | 507  | 431  | 448  | 447  |

| 1901 | 1906 | 1911 | 1921 | 1926 | 1931 | 1936 | 1946 | 1954 |
| ---- | ---- | ---- | ---- | ---- | ---- | ---- | ---- | ---- |
| 485  | 463  | 452  | 407  | 376  | 354  | 332  | 309  | 302  |

| 1962 | 1968 | 1975 | 1982 | 1990 | 1999 | 2006 | 2011 | 2016 |
| ---- | ---- | ---- | ---- | ---- | ---- | ---- | ---- | ---- |
| 291  | 258  | 285  | 272  | 289  | 259  | 254  | 267  | 293  |

| 2021 | 2022 | - | - | - | - | - | - | - |
| ---- | ---- | - | - | - | - | - | - | - |
| 297  | 294  | - | - | - | - | - | - | - |

## Économie
La commune fait partie des zones AOC du vignoble du Jurançon et Béarn.
L'activité est principalement agricole (vigne, élevage, pâturages). Cardesse fait partie de la zone d'appellation de l'ossau-iraty.

## Culture locale et patrimoine

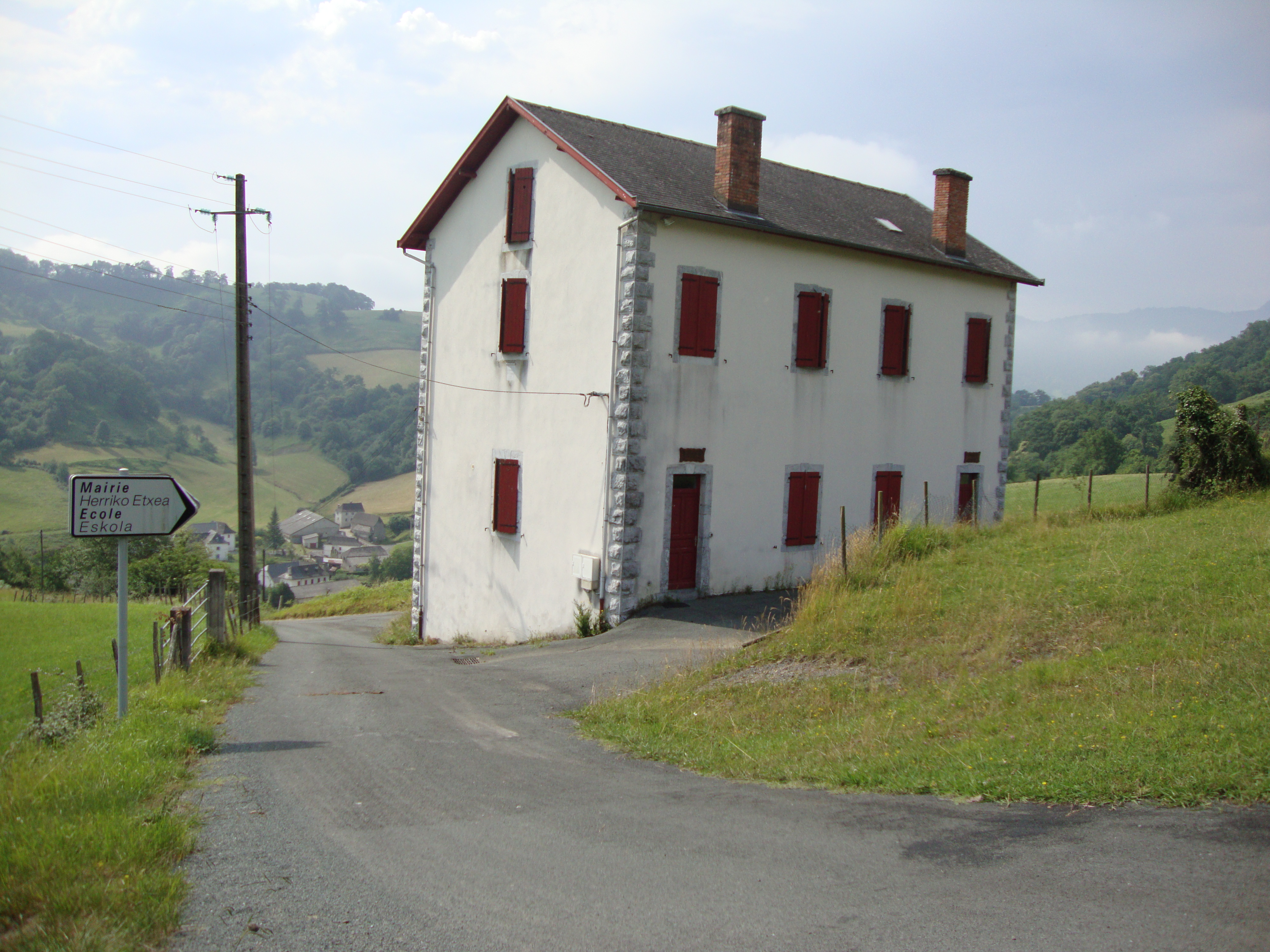
La mairie et l'école à Camou. Erreur ce n est pas l école de Cardesse

### Patrimoine civil

#### L’enceinte de type protohistorique
Au sommet de la colline appelée le Turon, dominant le village de Cardesse, une terrasse, délimitée par un talus de six à huit mètres et, à ses extrémités sud-est et nord, par deux escarpes et contre-escarpes, possède toutes les apparences d’une enceinte de type protohistorique. De sa fonction, nous ne savons rien. Un acte daté de septembre 1685 indique finalement que les habitants de Cardesse ayant érigé trois croix « au som deu turon », avaient transformé le site, particulièrement dominant, en calvaire.

#### Les bornages de 1324 et de 1771
Dans et à l’aval du vallon dit de Broucas, deux grosses pierres (30 × 50 × 60 cm environ) pourraient être, sous toutes réserves, les bornes placées en 1324 lors de la délimitation par Gaston II de Foix-Béarn du bois et herm du Laring que les communautés d’habitants d’Oloron, Goès et Monein se disputaient.
En 1771, un nouveau procès donna lieu à un nouveau bornage, matérialisé par des pierres blanches (30 × 20 × 40 cm environ). On en trouve quatre aux abords de Cardesse, sur le coteau du Trépé, en amont et en aval du vallon de Broucas, au bas de la colline au sommet de laquelle se trouve la maison appelée Malarode.

#### Les maisons anciennes
Au sud, dans le village et au nord, plusieurs maisons, propriétés privées, ainsi que l’ancien presbytère, propriété de la commune, présentent sur leurs façades intérieures ou extérieures de beaux encadrements de baies (portails, portes, fenêtres) en pierre de taille de 1597, de 1609, 1697 et 1798 : fenêtres à meneaux, traverses et croisillons ; arcs délardé en accolade (comme sur la petite porte de l’église), en plein cintre, en anse-de-panier ou segmentaires ; chapiteaux toscans ou doriques ; piédroits, linteaux et clés de voûtes sculptés de motifs végétaux et floraux, en frise ou isolés. Les appuis des fenêtres, saillants, sont en corniches ; les linteaux sont couronnés de corniches. Les noms des propriétaires et les dates de construction des maisons sont parfois gravées ou sculptées sur des plaques ou des tables sur les dessus-de-porte. Les encadrements des baies de la maison Casaux dit Tourné et de l’ancien presbytère (maisons voisines, dans le village) sont en pierre calcaire, certainement des carrières de Lasseube.
La porte d’entrée de l’ancien presbytère est particulièrement travaillée sur ses piédroits, sculptés de motifs floraux ou rayonnants (repris sur les panneaux en bois de la porte d’entrée) superposés en une « frise » verticale ; couronnés de chapiteaux toscans, ils supportent un linteau sur lequel on peut lire l’inscription suivante :
Le texte encadre une frise au décor végétal ; on retrouve ce motif de tige à feuilles opposées sur le linteau du portail de la maison Casaux dit Tourné et sur une dalle funéraire sur le sol de l’église.
Dans deux maisons, les consoles de cheminées sont ornées de sculptures, dans l’une de figurines de forme fœtale, dans l’autre de visages humains ornés d’une collerette ou d’une fraise dans l’une ; l’un est coiffé (frange haut sur le front) et porte le bouc et la moustache ; les regards sont vides, les bouches entr’ouvertes.

#### Les moulins
Cardesse a compté jusqu’à trois moulins :
- le moulin de Haut ou Minvielle (propriété privée, en cours de restauration), moulin bataner (à foulon) équipé d’une roue et de quatre maillets de bois pour broyer le lin, fut construit en 1413 par contrat de paréage conclu entre Jean de Béarn, seigneur d’Esgoarrabaque et Bertrand de Minvielle de Cardesse. La paxere en galets maçonnés barre toujours le cours du Luzoué ; le baniu et le déversoir sont comblés mais les restes des murs de ces canaux affleurent par endroits ;
- le moulin de Bas, propriété privée, est le plus ancien de Cardesse. Cité en 1332 comme moulin de Barelhes, il existe toujours, bien entretenu, de même que la pexere, la vanne d’arrivée d’eau, la bouche du moulin et les biefs amont et aval. Sur toute la longueur de la façade sud du logis, une belle galerie de bois surplombe le baniu.

Ces deux moulins étaient, sous l’Ancien Régime, propriétés des seigneurs de Cardesse.
Du moulin à farine de Guilhem, le plus en aval des trois, construit vers 1812 par les maîtres de cette maison (et délaissé au début du XXe siècle, ne restent plus aujourd’hui, sur les berges du Luzoué, que les ruines des ancrages du barrage ; sur le terrain voisin, les murs du canal de dérivation, des bâtiments d’exploitation et du bocau du moulin affleurent par endroits.

#### La scierie du pont de la Pouble
Au pied du pont de la Pouble, fut construite à la fin du XIXe siècle une scierie dont l’énergie était fournie par une retenue d’eau, dont les vestiges maçonnés subsistent encore dans le lit de la rivière.

#### Les ponts sur le Luzoué
Outre quelques gués, cinq ponts franchissent le Luzoué à Cardesse. Outre les deux ponts successifs à l’entrée de Cardesse en venant de Monein, à parapets en galets pierres maçonnées et au tablier plat (l’un franchissant le baniu aval du moulin de Minvielle, l’autre le Luzoué), sont surtout remarquables les ponts à arche unique maçonnée en berceau de la Pouble (XIXe siècle), de Guilhem, enfin celui de la maison Lacroutz.
Des passerelles enfin servaient aux piétons : les tabliers ont disparu mais elles ont laissé sur les berges du Luzoué leurs piles d’ancrages en pierre de taille et galets maçonnés, aujourd’hui cachées par les hautes herbes et le lierre : une menait vers le moulin de Haut (une cinquantaine de mètres en amont du pont sur la route départementale 9), une autre sert encore au Barta de Capdevielle.

### Patrimoine religieux

#### L’église Notre-Dame
La charte de fondation de la bastide en 1324 ne prévoyait pas la construction d’un lieu de culte : hameau et quartier de Monein, le village neuf dépendait de la paroisse de Monein ; pour suivre la messe et recevoir les sacrements, ses habitants devaient se rendre à l’église Saint-Pé de Monein (l’actuelle église Saint-Girons n’étant pas encore construite) située à quelque 7 km, à un peu plus d’une heure de marche environ.
Vers 1333, à la demande des habitants qui se plaignaient de l’éloignement de l’église de Monein, Fortaner de Lescun seigneur d’Esgoarrabaque et nouveau seigneur de Cardesse, finança la construction d’un oratoire fondé sous l’invocation de Notre-Dame ; il était de la forma et deu gran et de la condition et estament de la glisie destialesc.
La porte dite « des cagots » (qui s’ouvre aujourd’hui sur le bas-côté nord de l’église) pourrait être un vestige de l’oratoire primitif, il s'agit d'une porte qui était réservée aux cagots, exclus de la société. Son encadrement en pierre et le linteau, en pierre calcaire des carrières de Lasseube ou d’Estialescq, semblent en effet de facture ancienne. Le linteau, à soffite surélevé, est décoré d’un arc en accolade délardé sur deux ressauts de moulure au profil en cavet droit. L’accolade est reprise sur le front par une moulure en canal.
Le service de ce nouveau lieu de culte, et l’autorité et les droits spirituels et temporels de l’abbé laïque et du curé de Monein sur ses paroissiens de Cardesse furent définitivement assurés par la fondation en 1517 (par ces mêmes paroissiens) d’une prébende ou chapellenie perpétuelle en l’église paroissiale de Saint-Girons de Monein. Dédiée à l’invocation de Notre Dame, elle avait pour patron l’abbé laïque de Monein.
Dotée d’une somme de 400 florins, la prébende dispensait les paroissiens et habitants de Cardesse de certaines charges qu’ils étaient tenus de faire au curé de Monein, ainsi que de certaines oblations et devoirs pour lesquels ils étaient tenus d’aller certains jours de l’année en l’église paroissiale de Monein. Cette somme devait encore servir à la rémunération du nouveau vicaire nommé pour servir a la glisie et parrochiantz deudit Cardessa et administrar los sacramentz et autres necessaris aixi que cascun rector es tengut. Les paroissiens et habitants de Cardesse, demandant enfin, instamment, que le vicaire fasse residencie à Cardesse, promirent, pour cela, de lui donner ou (faire) construire une mayson honesta.
Après l’intermède protestant, l’église est citée en 1578 comme lo tenple de Cardessa, la vicairie perpétuelle de Cardesse fut érigée au milieu du XVIIe siècle en paroisse succursale dont l’abbé laïc de Monein restait cependant patron.
Située au cœur d’une vaste zone d’habitat dispersé, l’église de Cardesse servait également aux habitants des quartiers de Monein, Lucq, Goès et Lédeuix dont les maisons étaient plus éloignées de leurs églises paroissiales respectives.
La nef, dans ses dimensions actuelles, fut construite au XVe siècle ou au XVIe siècle. Le XVIIe siècle fut essentiellement une période de travaux d’entretien et de réparations (toit, murs, clocher). En 1701, le marguillier se rendit à Lescar afin d’obtenir la permission de réhabiliter l’église qui ere censade poluade à cause dun acciden qui arriva le jour de saint Jean d’autant qu’il y eut effusion de sang !
Un clocher-mur, ou « pene », d’une hauteur de trois cannes (5,50 m environ) se dressait à l’ouest ; celui-ci subsiste peut-être encore dans les épaulements du clocher visibles dans sa partie médiane, au-dessus du toit de la nef. En 1734, il fut remplacé par le clocher-porche actuel, aux trois arches en berceau. Celui-ci fut rapidement bouché, sur deux de ses entrées, par deux appentis servant l’un de sacristie, l’autre d’école.
Jusqu’au milieu du XIXe siècle, était accolée au chœur (selon un acte de 1709, sa porte répondait au grand autel) une petite chapelle privée, dite « chapelle de Lacroutz », du nom de la famille qui l’avait faite construire lors de la fondation et construction de l’église Notre-Dame de Cardesse.
D’autres travaux eurent lieu à la fin du XVIIIe siècle ; à cette occasion fut posée, au-dessus de la porte d’entrée de l’église sous le porche, la plaque en pierre blanche sculptée d’une croix et des inscriptions « INRI » et « 1780 ».
Enfin, à la fin du XIXe siècle, l’église s’agrandit d’un bas-côté, au sud, gagné sur le cimetière transféré alors à la sortie du village. Cette extension rendit aveugles les deux anciens vitraux latéraux de la nef (aux motifs identiques de croix de Saint-Louis, croisillons et motifs végétaux). Elle rompit également l’alignement, par delà la rue principale, de l’ancienne façade méridionale de l’église avec celle de la demeure seigneuriale.
Les murs extérieurs, près du porche, où se mêlent pierres de taille (dont une pierre ayant servi d’affûtoir et portant la marque des couteaux et autres outils contre laquelle ils furent aiguisés et une autre gravée d’une date dont on ne devine que les deux premiers chiffres « 16… »), briques et galets liés avec du mortier, laissent voir les traces des nombreuses et successives reprises de l’édifice.
À l’intérieur, près de l’entrée, un bénitier rectangulaire en marbre gris, dont seules trois faces sont visibles, est sculpté, à l’intérieur d’aires circulaires, de croix de Malte et de motifs floraux à six pétales rayonnants. Sur une face, de part et d’autre d’une croix de Malte sont gravés les chiffres « 17 » et « 33 », pour la date 1733 ; le « 1 » est toutefois masqué, le bénitier étant engagé dans le mur.
Une tribune en bois à deux étages surplombe l’entrée. Sur le sol de la nef, on verra, par endroits, quelques dalles funéraires des XVIIe, XVIIIe et XIXe siècles, gravées de croix latines, de Malte et de motifs végétaux (frises) ou floraux rayonnants et des noms et dates des défunts. Les deux vitraux du chœur représentent à droite saint Jean-Baptiste et à gauche saint Georges armé et revêtu de son armure, le dragon terrassé à ses pieds.
Le maître-autel est orné en façade de motifs végétaux dorés entrelacés et, en position centrale, d’un agneau pascal couché sur un autel drapé d’or. Il est posé sur une estrade de bois à deux degrés, marquetée d’une croix de Malte et d’un motif floral rayonnant, respectivement centrés et inscrits dans un cercle. Deux niches dorées et situées de part et d’autre du tabernacle accueillent des statues dorées également de saint François et sainte Claire. Le tabernacle, doré, qui présente sur sa face un ciboire encadré des bustes en médaillon, est surmonté d’un crucifix doré et couronné d’un dôme soutenu par deux colonnes ; l’arrière plan représente enfin la colombe du Saint Esprit.
Le retable, disjoints du maître autel (signe d’hétérogénèse ?), comporte des ornements que l’on retrouve dans l’église Saint-Jacques de Saint-Goin et dans la chapelle Saint-Joseph de l’église de Géronce : buste de Dieu-le-Père sur le fronton (celui-ci toutefois triangulaire et brisé), ailerons aux volutes de feuilles d’acanthe, tableau central, têtes de chérubins ornant l’entablement de la partie médiane du retable, doubles rameaux d’olivier noués sur la base des ailerons du retable (église de Préchacq-Josbaig). Le tableau central représente la Sainte Vierge dans un style inspiré de Murillo.
La tradition rapporte que le maître-autel et son retable proviendraient de la chapelle de l’ancien couvent des Capucins de Pau : à la Révolution, le couvent devenu bien national fut adjugé au baron de Laussat ; lors de la démolition du couvent, peut-être Pierre-Clément de Laussat fit-il transporter dans l’église de Cardesse, où il se maria, un des autels des quatre chapelles que comptait le couvent ?
Chacun des deux bas-côtés est doté d’une chapelle. L’autel de celle dédiée à saint Joseph (bas-côté sud) est un ancien autel à la Vierge, comme l'attestent les monogrammes toujours visibles sur le devant de l’autel et sur les côtés du retable semblables à celui inscrit sur le fronton du retable de la chapelle de la Vierge de l’église de Géronce. La statue de saint Joseph trône finalement sous un dais ; elle n’est pas sans ressemblances encore, au moins pour le vêtement, avec celle de la chapelle Saint-Joseph de l’église de Géronce.
L’autre, au bas-côté nord, dédié à la Vierge Marie, porte une statue de la Vierge à l’Enfant (très expressifs), tous deux couronnés de diadèmes, en bois doré. Le devant d’autel porte un médaillon doré au monogramme marial couronné d’une croix enhendée sur motif solaire. La porte du tabernacle présente, dans une niche, une statuette du Christ aux outrages ; sur les côtés et les ailes, quatre autres niches sont aujourd’hui vides, à l’exception de celle du panneau droit du tabernacle accueillant une statuette en bois doré de saint Paul. Selon la tradition encore, cet autel proviendrait de la chapelle de Lacroutz.
Les derniers travaux de restauration (ravalement des murs de façades extérieurs, réfection des peintures intérieures, restauration du tableau de la Vierge du retable du maître autel) eurent lieu en 1992 et furent en partie menés ou coordonnés par les paroissiens.

## Personnalités liées à la commune
- Jacques de Sainte-Colomme, seigneur d’Esgoarrabaque et de Cardesse. Rangé du côté catholique, il s'exila en 1566, après la victoire des troupes protestantes. Jeanne d’Albret ordonna la saisie de ses biens et la destruction du château d'Esgoarrabaque. En fuite en Espagne, Jacques de Sainte-Colomme réapparut en France dans l’entourage de Bernard de Nogaret de La Valette, frère du duc d’Epernon. Gentilhomme ordinaire de la Chambre du Roi, il devint gouverneur militaire de Toulon, charge créée alors et dont il fut le premier titulaire. Il mourut dans l'assaut de la citadelle de cette ville occupée par les troupes gasconnes de la Ligue.
- Pierre-Clément, baron de Laussat, futur commissaire de Napoléon Ier lors de la vente de la Louisiane aux États-Unis, puis préfet colonial de Martinique et préfet maritime d’Anvers, enfin gouverneur de Guyane pendant la Restauration. Il épousa en 1790 Marie-Anne de Péborde à Cardesse, en pleine agitation révolutionnaire.
- Jorge Cuesta (Jorge Mateo Cuesta Porte-Petit), né à Córdoba de Veracruz (Mexique) le 21 septembre de 1903 ; décédé à Mexico le 13 août 1942. Petit-fils d'un Cardessien (de la famille Porte-Petit) émigré en Amérique du Sud. Chimiste et journaliste, Jorge Cuesta reste connu pour son œuvre poétique. Sa mort prématurée en 1942 succéda à plusieurs internements psychiatriques. Qualifié de "poète maudit", on le dit encore el ùnico poeta mexicano con leyenda.